# Асанов, Александр Алексеевич
Александр Алексеевич Асанов (16 августа 1953, Учхоз, Алма-Атинская область — 23 мая 2003, Алма-Ата) — советский и казахстанский спортивный стрелок. Участник летних Олимпийских игр 1980 и 1992 годов, двукратный чемпион мира, четырёхкратный серебряный и трёхкратный бронзовый призёр чемпионата мира, пятикратный чемпион Европы, четырёхкратный серебряный и двукратный бронзовый призёр чемпионата Европы, чемпион и бронзовый призёр чемпионата Азии.

## Биография
Александр Асанов родился 16 августа 1953 года в селе Учхоз Каскеленского района Алма-Атинской области Казахской ССР (сейчас в Карасайском районе Алматинской области Казахстана).
В 1975 году окончил Казахский государственный институт физической культуры в Алма-Ате.
Со школьных лет занимался стендовой стрельбой под началом отца, заслуженного тренера Казахской ССР и СССР Алексея Асанова. Выступал за «Динамо» из Алма-Аты.
Первых успехов на международном уровне достиг на чемпионате Европы 1972 года, где завоевал бронзовую медаль в личном трапе. Кроме того, на континентальных чемпионатах пять раз выигрывал золотые медали (в 1977 году — в личном и командном трапе, в 1979, 1981—1982 годах — в командном), четыре раза — серебряные (в 1979—1980 и 1983 годах — в личном трапе, в 1985 году — в командном), один раз — бронзовую (в 1980 году в командном трапе).
В 1981 году завоевал две золотых медали на чемпионате мира в личном и командном трапе. Также на счету Асанова четыре серебряных медали (в 1979 году — в личном и командном трапе, в 1983 и 1985 годах — в командном) и три бронзовых (в 1983 году — в личном траве, в 1982 и 1986 годах — в командном).
В 1980 году вошёл в состав сборной СССР на летних Олимпийских играх в Москве. В личном трапе занял 6-е место, поразив 195 мишеней из 200 возможных и уступив 3 точных выстрела завоевавшему золото Лучано Джованетти из Италии.
В 1984 году завоевал золотую медаль на соревнованиях «Дружба-84» в личном трапе, выбив 199 мишеней из 200 возможных.
В 1992 году вошёл в состав Объединённой команды на летних Олимпийских играх в Барселоне. В личном трапе поделил 21-24-е места в квалификации, поразив 188 мишеней из 200 возможных и уступив 7 точных выстрелов худшим из попавших в финал.
В 1991 году стал победителем финала Кубка мира, в 1992 году — серебряным призёром.
С 1992 года выступал за Казахстан.
В 1994 году на чемпионате Азии завоевал золото в личном дубль-трапе и бронзу в личном трапе.
Заслуженный мастер спорта СССР (1981).
В 2001 году был назначен главным тренером сборной Казахстана по стендовой стрельбе.
Умер 23 мая 2003 года в Алма-Ате от рака лёгких.

## Семья
Отец — Алексей Андреевич Асанов, мастер спорта СССР по стрельбе на траншейном стенде, заслуженный тренер СССР, заслуженный тренер Казахской ССР, судья республиканской категории, заслуженный работник культуры Казахской ССР.
Мать работала медсестрой.

## Память
В 2007 году стрелковый клуб «Алатау» в селе Байсерке Алматинской области Казахстана переименован в стрелковый клуб имени Александра Асанова.